# 韓慕俠
韓慕俠（1877年—1947年），原名韓金鏞，河北天津蘆北口人，民國初年武術家，精通形意拳、八卦掌。

## 生平
1877年1月12日出生於天津，韓慕俠與霍元甲同鄉並齊名的大師，自幼習武，與其祖父學習迷蹤拳，13歲時拜周義斌為師，習少林拳。後拜張占魁為師，學習形意拳、八卦掌。張占魁非常賞識他，也將他介紹到李存義門下習武。韓慕俠身材挺拔，個性好鬥好勝，與人挑戰，少嚐敗績，很快就為張占魁門下打出名號，人稱玉面虎。與師弟姜容樵齊名，為張占魁最重要的弟子。
1912年，在天津創辦武館。1916年，在天津南開中學教授武術，結識周恩來，並成為他的拳術老師。這段期間，他在外遊歷，自稱遇到一位名為應天文的道士，與他學習四年，學到反八卦，此後武藝更加精湛。據說應天文為董海川師弟，號應俠，韓慕俠認為應天文是他最重要的一位老師，因此將自己的名字由金鏞改為慕俠，這也是日後廣華派八卦掌的由來。但是這個說法並沒有被八卦掌門下所接受，根據其師弟劉錦卿的說法，韓慕俠其實是接受過孫祿堂的指導，才得以武藝大進。
1918年，隨張占魁赴北京，在六國飯店擊倒俄國大力士康爾泰，成為報紙標題，聞名全國。但是在這之後，張占魁不滿韓慕俠對外宣稱自己的反八卦掌專剋八卦掌，在山東與他發生衝突，要求對決。兩個人在比試過程中，李存義出面阻止，張占魁趁韓慕俠不注意時，對他胸口一掌，將韓慕俠打到吐血，師徒因此反目。直到張占魁晚年，兩人才重歸於好。
1919年，韓慕俠將自己的武館改名為韓慕俠武術專館，他並要他的弟子于文志起草〈敬告国人待習形意拳倡武術書〉，在報紙上發表，號召大家前來學習形意拳，聞名而來的弟子甚多，其中包括袁世凱的兒子袁克定。1927年，張學良任命他為天津市武術團教官，負責教授大刀。抗戰爆發後，韓慕俠在家中閉門不出，為避免麻煩，甚至故意將左手骨折，以避免日本人糾纏。

## 弟子
韓慕俠晚年棄武從醫，以傷科診治為業。其子韓琦也精通武術，弟子有吳孟俠、郭書蕃等人。